# Aureliano Villarán
Aureliano Villarán Angulo (n. Lima, 1843 – m. Cerro de Pasco, 1883) fue un poeta peruano. Usó el pseudónimo de Mérida. Su obra más importante es un volumen de versos satíricos, titulado Cuartos de hora (Lima, 1879).

## Biografía
Perteneciente a una distinguida familia limeña, sus padres fueron Matías Villarán y Carmen Angulo. Sus hermanos fueron el notable jurista Luis Felipe Villarán y el también poeta Acisclo Villarán.
Estudió en el Colegio Nacional Nuestra Señora de Guadalupe y cumplió el aprendizaje requerido para ejercer como arquitecto. Colaboró en varias publicaciones, como en la revista La Broma (1877) donde también colaboraron Ricardo Palma, Manuel Atanasio Fuentes y su hermano Acisclo.
Murió prematuramente a los 40 años de edad, truncándose así una prometedora carrera literaria.

## Obras

### Teatro
- Mentiras y candideces, comedia en un acto, estrenada el 15 de julio de 1879 en el Teatro Principal de Lima.

### Poesía
- Copias del natural (1879), que denotan la influencia de los Pequeños Poemas de Ramón de Campoamor.
- Media gruesa de sonetos (1879).
- Cuartos de hora (Lima, 1879, con prólogo de Manuel González Prada), que reúne versos satíricos.